# Styvfoting
Styvfoting (Mythicomyces corneipes) är en svampart som först beskrevs av Elias Fries, och fick sitt nu gällande namn av Scott Redhead och Alexander Hanchett Smith 1986. Enligt Catalogue of Life ingår Styvfoting i släktet Mythicomyces,  och familjen Psathyrellaceae, men enligt Dyntaxa är tillhörigheten istället släktet Mythicomyces,  och familjen Crepidotaceae. Arten är reproducerande i Sverige. Inga underarter finns listade i Catalogue of Life.